# Roy Paul jr.
Roy A. Paul jr. (* 27. April 1972) ist ein jamaikanischer Badmintonspieler. 

## Karriere
Roy Paul war in seiner Heimat mehrfach bei den nationalen Titelkämpfen erfolgreich. Bei den Carebaco-Meisterschaften gewann er ebenfalls zahlreiche Titel. 1995 und 1999 siegte er bei den Puerto Rico International. 1995 feierte er mit dem Gewinn der Bronzemedaille bei den Panamerikaspielen seinen größten sportlichen Erfolg.

## Sportliche Erfolge
| Saison | Veranstaltung               | Disziplin    | Platz | Name                          |
| ------ | --------------------------- | ------------ | ----- | ----------------------------- |
| 1992   | Carebaco-Meisterschaft      | Herrendoppel | 1     | Roy Paul / Robert Richards    |
| 1993   | Carebaco-Meisterschaft      | Herrendoppel | 1     | Roy Paul / Paul Leyow         |
| 1993   | Jamaikanische Meisterschaft | Herreneinzel | 1     | Roy Paul                      |
| 1994   | Jamaikanische Meisterschaft | Herreneinzel | 1     | Roy Paul                      |
| 1995   | Puerto Rico International   | Damendoppel  | 1     | Roy Paul / Paul Leyow         |
| 1995   | Carebaco-Meisterschaft      | Herrendoppel | 1     | Roy Paul / Paul Leyow         |
| 1995   | Panamerikaspiele            | Herrendoppel | 3     | Roy Paul / Paul Leyow         |
| 1997   | Carebaco-Meisterschaft      | Herrendoppel | 1     | Roy Paul / Robert Richards    |
| 1998   | Carebaco-Meisterschaft      | Mixed        | 1     | Roy Paul / Terry Leyow-Walker |
| 1998   | Carebaco-Meisterschaft      | Herrendoppel | 1     | Roy Paul / Robert Richards    |
| 1998   | Carebaco-Meisterschaft      | Herreneinzel | 1     | Roy Paul                      |
| 1999   | Puerto Rico International   | Mixed        | 1     | Roy Paul / Nigella Saunders   |
| 1999   | Puerto Rico International   | Herrendoppel | 1     | Roy Paul / Robert Richards    |
| 2001   | Carebaco-Meisterschaft      | Herrendoppel | 1     | Alex Haddad / Roy Paul        |